# Lon Fuller
Lon Luvois Fuller (* 15. Juli 1902 in Hereford, Texas; † 8. April 1978) war ein amerikanischer Rechtsphilosoph.
Sein rechtsphilosophisches Hauptwerk ist The Morality of Law (1. Aufl. 1964, 2., überarbeitete Aufl. 1969), in dem er – hierbei kritisch die Thesen der Rechtsphilosophie H.L.A. Harts reflektierend – das Verhältnis von Recht und Moral diskutiert. Lon Fuller war Professor für Rechtswissenschaft an der Universität Harvard. Sehr berühmt wurde eine im Jahre 1958 in der Zeitschrift Harvard Law Review veröffentlichte Debatte zwischen ihm und H.L.A. Hart, die bereits die Kernaussagen der modernen Auseinandersetzung zwischen dem Rechtspositivismus (in der Debatte vertreten durch H.L.A. Hart) und der Naturrechtslehre (vertreten durch Lon Fuller) enthält. Der amerikanische Rechtsphilosoph Ronald Dworkin gilt als berühmtester Student Fullers aus dessen Zeit als Dozent an der Universität Harvard. Dworkins eigene Rechtsphilosophie wurde erheblich von Fuller beeinflusst. Neben seiner Beschäftigung mit rechtsphilosophischen Themen betätigte sich Lon Fuller auch als Vertragsrechtler.

## Leben
Fuller war der Sohn eines Bankangestellten. 1906 zog seine Familie von Texas nach Kalifornien um. Fuller studierte ab 1919 Rechtswissenschaften und Wirtschaftswissenschaften in Berkeley (bis 1920) und Stanford (1920–1926), das er 1926 mit der Promotion in Rechtswissenschaften abschloss. Seine akademische Karriere als Dozent begann er 1926 an der Oregon School of Law. Anschließend hatte er Professuren an der University of Illinois und von 1931 bis 1939 an der Duke Law School inne. An der Duke Law School war einer seiner Studenten der spätere US-Präsident Richard Nixon. Nachdem er dort bereits 1939/1940 als Gastprofessor tätig gewesen war, erhielt Fuller 1940 einen Ruf an die Universität Harvard, an der er bis zu seinem Tod im Jahre 1978 lehrte.
1940 wurde Fuller in die American Academy of Arts and Sciences gewählt.

## Werk
Den Kern des rechtsphilosophischen Werkes Lon Fullers bildet seine Kritik der von H.L.A. Hart vertretenen Variante des Rechtspositivismus. Fuller vertritt – im Gegensatz zu Hart – die These eines notwendigen begrifflichen Zusammenhangs von Recht und Moral. Im Rahmen einer fiktiven Geschichte über einen sogenannten König Rex führt Fuller in seinem Werk The Morality of Law acht seiner Ansicht für alle Rechtssysteme fundamentale Probleme auf. König Rex versucht sich als Gesetzgeber, scheitert jedoch stets dann an seiner Aufgabe, verbindliche und gehaltvolle Rechtsnormen zu erlassen, wenn er „Gesetze“ erlässt, die an einem der folgenden acht Problemen leiden:
1. Ein genereller Mangel an Gesetzen, der zu einer uneinheitlichen Ad-hoc-Rechtsprechung führt (the lack of rules of law, which leads to ad-hoc and inconsistent adjudication).
2. Nicht bekanntgegebene Gesetze, von denen niemand etwas weiß (failure to publicize or make known the rules of law).
3. Die rückwirkende Gesetzgebung wird missbraucht[5] (retroactive legislative).
4. Unklare oder extrem vage Gesetze (unclear or obscure legislation that is impossible to understand).
5. Widersprüchliche Gesetzgebung (contradictions in the law).
6. Gesetze, die an die Bürger oder die Administration unerfüllbar hohe Anforderungen stellen (demands that are beyond the power of the subjects and the ruled).
7. Eine ständige wechselnde Gesetzgebung mit teilweise täglich geänderten Gesetzen (unstable legislation).
8. Abweichungen der Rechtsprechung und Verwaltung von den legislativ erlassenen Gesetzen (divergence between adjudication/administration and legislation).

Fuller zieht aus den tragischen Bemühungen von König Rex die folgenden Schlüsse: Es sei der Zweck des Rechts, menschliches Verhalten an der Herrschaft bestimmter Regeln („rules“) auszurichten. Jedem der acht aufgeführten fundamentalen Probleme entspreche ein korrespondierendes gesetzgeberisches Prinzip, das dazu diene, jene fundamentalen Probleme zu vermeiden. Wenn auch nur eines dieser Prinzipien seitens des Gesetzgebers dauerhaft verletzt werde, verliere das in Frage stehende Rechtssystem seine Eigenschaft als Rechtssystem. Je mehr sich ein Rechtssystem an den acht Prinzipien orientiere, umso mehr entspreche es dem Ideal eines Rechtssystems. Fuller räumt jedoch ein, dass in der Praxis kein tatsächliches Rechtssystem dem Idealbild entspreche, vielmehr jedes Rechtssystem an irgendeiner Stelle Kompromisse im Hinblick auf eines oder mehrere der genannten Prinzipien eingehe. Diese Prinzipien bilden Fuller zufolge die von ihm so bezeichnete „innere Moralität des Rechts“ (“inner morality of law”). Würden Gesetze strikt an den Prinzipien ausgerichtet, führe dies automatisch dazu, dass die erlassenen Gesetze gerechte Gesetze seien.
H.L.A. Hart kritisierte in seiner Rezension des Werkes The Morality of Law die von Fuller gewählte Bezeichnung der acht Prinzipien als die „innere Moral des Rechts“ (“the inner morality of law”). Die Prinzipien seien ungeeignet, die von Fuller angestrebte Moralität des Rechts zu gewährleisten, da es sich nicht um moralische Prinzipien, sondern lediglich um auf eine effektive Gesetzgebung gerichtete Prinzipien handele. Positiver wird angemerkt, dass Fuller eine rechtsethische Begründung traditioneller Elemente der Rechtsstaatlichkeit in Erinnerung gebracht hätte: die Wahrung der Autonomie des Menschen. Warum diese ein Rechtswert sei und ob es inhaltliche Maßstäbe für deren Gebrauch gäbe, bliebe bei Fuller allerdings unbeantwortet.

## Schriften (Auswahl)
Aufsätze
- Positivism and Fidelity to the Law. A Reply to Professor Hart. In: Harvard Law Review, Bd. 71 (1958), S. 630–672, ISSN 0017-811X.
- The forms and limits of adjudication. In: Michael Freeman (Hrsg.): Alternative dispute resolution. University Press, New York 1995, S. 3–60, ISBN 0-8147-2636-4.
- Mediation. Its forms and functions. In: Michael Freeman (Hrsg.): Alternative dispute resolution. University Press, New York 1995, S. 115–150, ISBN 0-8147-2636-4.

Monographien
- The Morality of Law. Neuausg. Yale University Press, New Haven 1978, ISBN 0-300-00472-9 (EA 1963).
- Kenneth Winston (Hrsg.): The principles of social order. Selected essays of Lon L. Fuller. Hart, Oxford 2001, ISBN 1-84113-234-9.